# Mirosław Awiżeń
Mirosław Franciszek Awiżeń (ur. 29 stycznia 1952 w Kłodzku) – polski działacz związkowy, dysydent w okresie PRL, dziennikarz, wydawca.

## Biogram
Urodził się w Kłodzku. W 1969 ukończył Technikum Kolejowe we Wrocławiu. W latach 1969–1971 pracował w ZGKiM i w PKP w Kłodzku. Następnie w PKS i w Rejonowym Urzędzie Telekomunikacyjnym w Wadowicach i w Kłodzku (1971–1980). W latach 1981–1983 zatrudniony w Zakładzie Stolarskim „U Skrzypca” w Kłodzku.

## Działalność opozycyjna
Mirosław Awiżeń w latach 1978–1980 współzakładał Konfederację Rzeczypospolitej Polskiej Ziemi Kłodzkiej współpracującą z Ruchem Obrony Praw Człowieka i Obywatela. Od 1980 członek NSZZ „Solidarność”. W dniach 28–31 sierpnia 1980 organizował strajk ostrzegawczy w Kłodzkiej Fabryce Urządzeń Technicznych, a we wrześniu 1980 współtworzył tamże Komitet Założycielski „Solidarności”. Następnie został kierownikiem biura Punktu Konsultacyjnego „S” w Kłodzku.
Od 13 grudnia 1981 koordynował działania podziemnej Międzyzakładowej Komisji Koordynacyjnej „Solidarność” Ziemi Kłodzkiej. W latach 1981–1989 działacz podziemnej „Solidarności”, współzałożyciel, redaktor pism podziemnych: „Jeż”, „KOS”, „Kurier Kłodzki”, „Solidarność Zwycięży”, „Żółw”, kolportował książki Instytutu Literackiego w Paryżu i NOWej. Organizował akcje ulotkowe, manifestacje, zbiórki pieniężne na działalność związkową oraz pomoc dla represjonowanych. Był pomysłodawcą Mszy za Ojczyznę w kościele Wniebowzięcia NMP w Kłodzku. Współorganizator wałbrzyskiego oddziału KIK w Kłodzku. Za działalność opozycyjną aresztowany 16 grudnia 1983 i więziony w latach 1983–1984.

## Działalność po 1989
W 1990 zastępca burmistrza Szczytnej. Do kwietnia 1993 był członkiem zespołu redakcyjnego „Gazety Gmin”. W 1993 założyciel Oficyny Wydawniczej „Brama”, następnie wydawca i redaktor naczelny periodyku „Gazeta Prowincjonalna Ziemi Kłodzkiej”, którego współredaktorką jest jego żona, historyczka Krystyna Oniszczuk-Awiżeń. Ojciec Macieja. Mieszka w Szczytnej.

## Twórczość
Poeta, autor prozy, publicysta. Publikował wiersze w „Bliku”, „Almanachu Wałbrzyskim”, „Almanachu Ziemi Kłodzkiej”.

## Publikacje
- Zielone niebo, poezja. Kłodzki Klub Literacki. Kłodzki Ośrodek Kultury, Kłodzko, 1988. OCLC 834688748[5][6]
- Dobrze – trzeba żyć! Twarda poezja życia prawdziwego, dziennik liryczno-poetycki. Oficyna Wydawnicza „Brama”, Kłodzko, 2019. ISBN 978-83-60549-52-0[4][7]

## Odznaczenia
- Krzyż Kawalerski Orderu Odrodzenia Polski od Prezydenta RP za wybitne zasługi w działalności na rzecz przemian demokratycznych w Polsce (2014)[8][4]
- Honorowe Obywatelstwo Miasta Kłodzka (2023)[9][10].